# Ultraviolet (album)
Ultraviolet – album Wojtka Urbańskiego ze ścieżką dźwiękową serialu Ultraviolet emitowanego na antenie AXN, wydany 12 stycznia 2018 nakładem wytwórni U Know Me Records.
Album nominowany był do Fryderyka 2019 w kategorii Album Roku – Muzyka Ilustracyjna.

## Lista utworów
1. „Eliasz”
2. „Panna z wiaduktu”
3. FFRANCIS – „Would You Like Me to Continue?”
4. „Limbo”
5. Das Moon – „I Like It”
6. Urbanski i Justyna Święs – „Ultraviolet”
7. „Alicja”
8. Duit i Pasts – „With U”
9. „Spowiedź”
10. „Obca ziemia”
11. We Draw A – „Private Ghost” (Niemoc Remix)
12. „Time Puzzle”
13. „Ultraviolet” (wersja instrumentalna)